# Roland Schwab (Musiker)

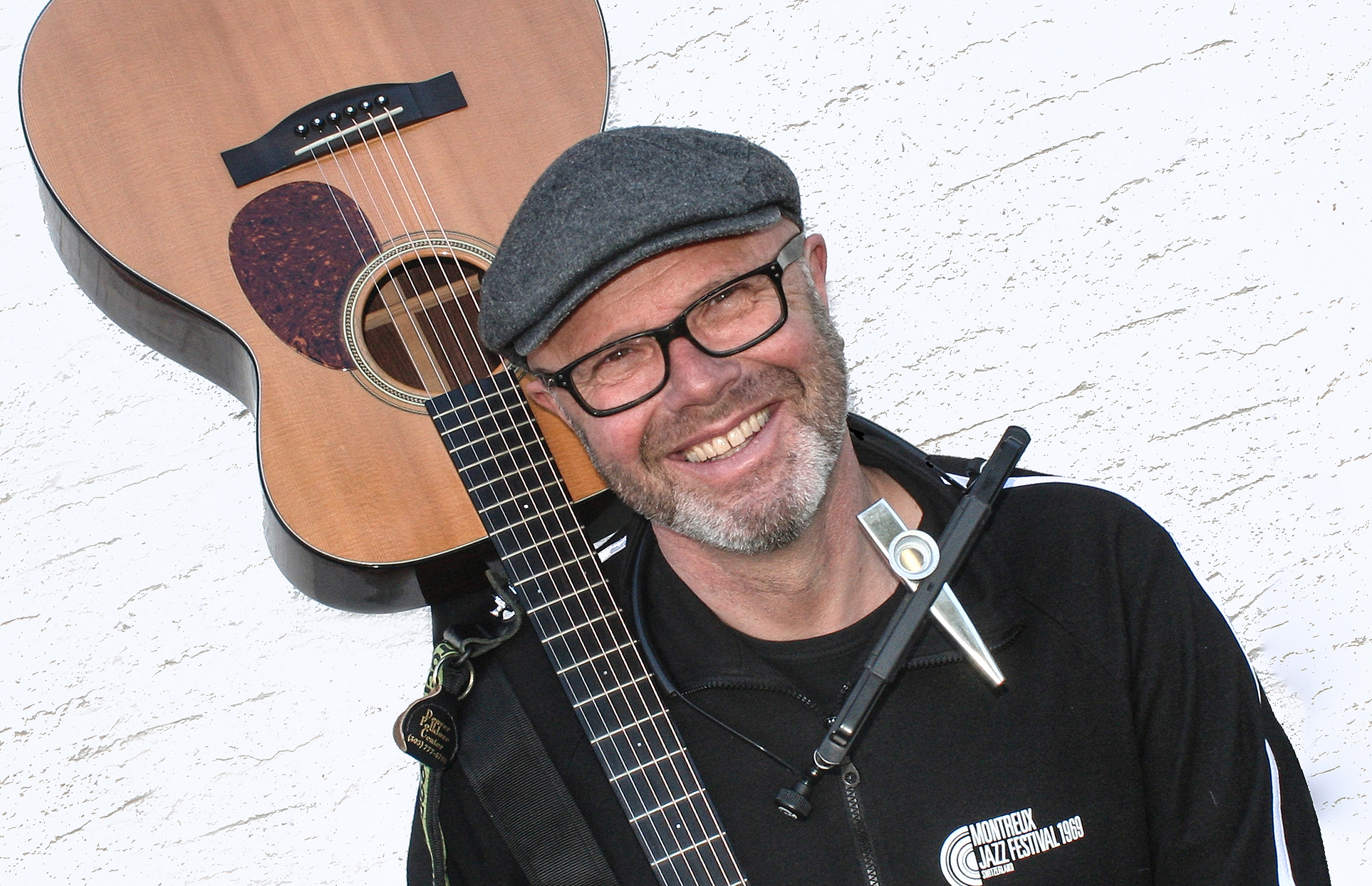
Roland Schwab (2018)

Roland Schwab   (* 15. Juni 1963 in Innertkirchen) ist ein Schweizer Musiker (Multiinstrumentalist), Liedermacher und Musikpädagoge.

## Leben und Wirken

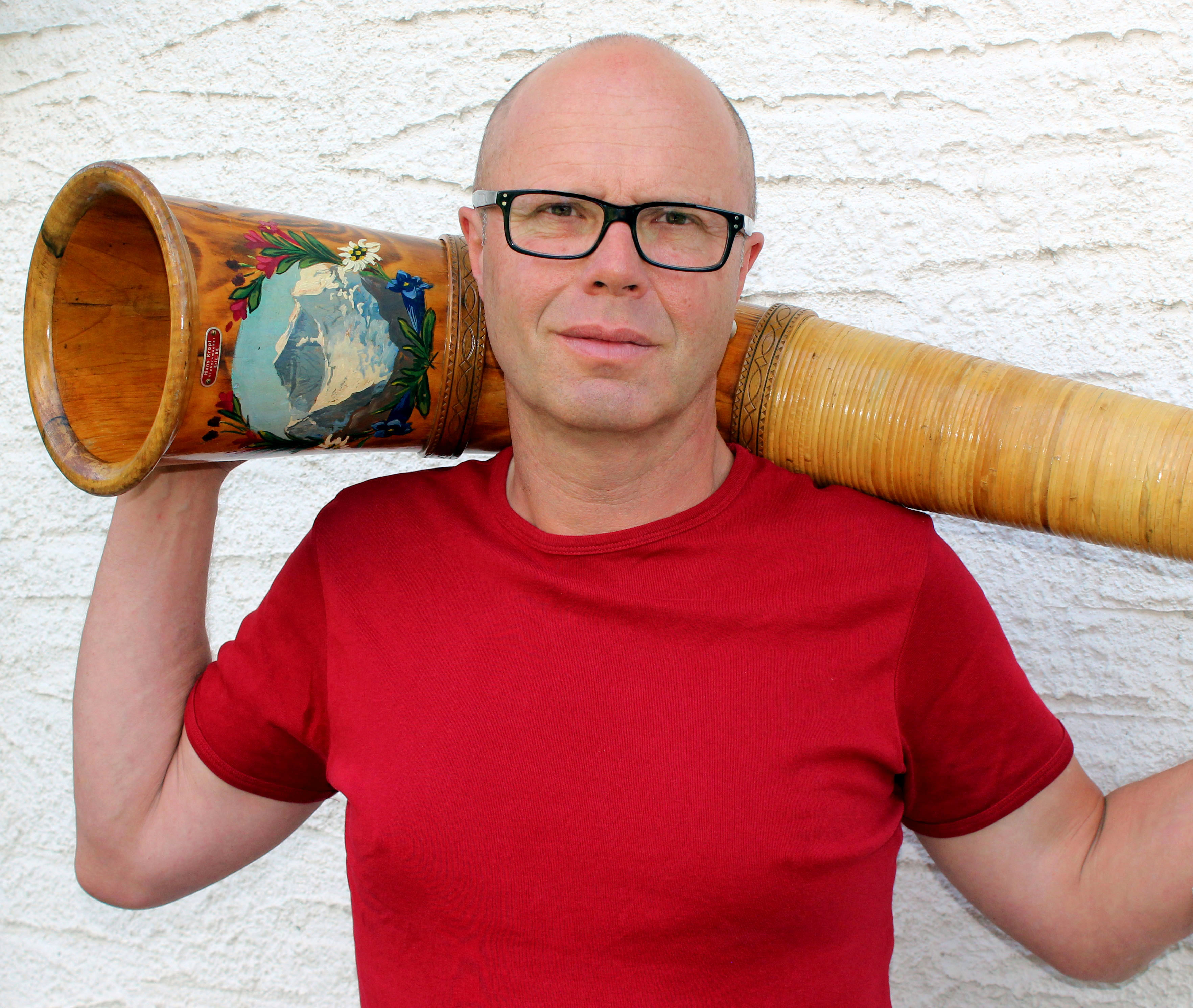
Roland Schwab (2013)

Roland Schwab wuchs in Innertkirchen im Berner Oberland auf. 1980 zog er nach Bern um Posaune zu studieren. Er wirkte bei zahlreichen Tonträgerproduktionen und in Bands mit. Schwab absolvierte eine Ausbildung in Heilpädagogik in Lausanne. Weiterbildungen erhielt er in Musiktherapie, Chorleitung und Supervision.
Er arbeitet als Musiker (Multiinstrumentalist) und Musiklehrer und Musiktherapeut. Von 1999 bis 2017 war er mit dem Kindermusik-Duo Leierchischte unterwegs. Kinderkonzerte gibt er weiterhin unter seinem Namen und unter Kindersongs.ch. Roland Schwab entwickelte 2009 den Rhythmus- und Perkussionslehrgang MIKURS, welcher sich für Kinder ab Vorschulalter eignet. Er ist seit 2002 in der Weiterbildung von Lehrpersonen tätig. Roland Schwab spielt nebst vielen anderen Instrumenten Alphorn, Basstrompete, Tuba und Serpent. 

## Werke

### Diskographie
- 1999: CD Leierchischte di Roti. Neuauflage 2006
- 2002: Hörspiel und CD Radio DRS Krokodilopolis, mit Katja Alves
- 2004: CD Leierchischte di Blaui
- 2005: CD Mondbär, mit Jolanda Steiner
- 2006: CD Küss doch dyni Gummibäre, mit Lorenz Pauli
- 2006: Hörspiel und CD Radio DRS, Bremer Stadtmusikante und Gschicht vom föifte Bremer, Max Huwyler
- 2007: Hörspiel Radio DRS Heul nicht kleiner Seehund, Lukas Hartmann
- 2008: CD Pilu, mit Jolanda Steiner
- 2011: CD Leierchischte Muh
- 2018: CD Roland Schwab Eli spielt Posune

### Kompositionen, Instrumental, Ensemble
- 1997: Der Goldene Apfel, für Posaune und SprecherIn, Text: Max Bolliger, Verlag Edition Marc Reift (deutsch, englisch, schweizerdeutsch)
  - Der Goldene Apfel, Bearbeitung für 9 verschiedene Blasinstrumente, Text Max Bolliger, Verlag Edition Marc Reift
- 2016: Serpy. Die Schlange aus Auxerre, für  Serpent und Stimme

### Bücher, Liederhefte
- 2000: Di Roti, Leierchischte, Liederheft mit Playback-CD
- 2007: Küss doch dyni Gummibäre, Roland Schwab und Lorenz Pauli
- 2009: MIKURS, Rhythmusperkussion-Lehrgang ab Kindergarten
- 2019: Eli spielt Posune, Liederheft mit Playback-CD
- 2024: Gogg der Zwerg, Bilderbuch. Text: Roland Schwab, Illustration: Rebecca Gugger